# Directeur d'études
Les titres de « directeur d'études » et « directrice d'études » (abrégés en DE) sont, dans quelques établissements français d'enseignement supérieur, équivalents à celui de professeur des universités. Ces quatre établissement sont l'École pratique des hautes études (EPHE-PSL), l'École des hautes études en sciences sociales (EHESS), l'École nationale des chartes (ENC-PSL) et l'École française d'Extrême-Orient (EFEO) ; certaines et certains de ces DE sont aussi directeur de recherche dans un EPST (CNRS, INSERM, IRD, etc.) ou professeur des universités.

## Enseignement supérieur
Il arrive que la dénomination « directeur d'études » soit utilisée dans un autre sens que la catégorie de chercheurs concernée à l'EPHE, à l'EHESS, à l'EFEO et à l'École des chartes, à la place du terme « directeur des études ».
Un directeur des études peut être, en France, une personne chargée de la scolarité, des questions relatives à l'enseignement, à son évolution et à son organisation, notamment dans les établissements d'enseignement supérieur comme les universités, les écoles de commerce ou d'ingénieur, les IEP, les IUT, etc. Il peut être membre de l'équipe de direction, adjoint au directeur ou directeur général.

## Entreprise
Il peut également s'agir de quelqu’un chargé d'une enquête dans un cadre de recherche ou de la conception d'un produit ou d'un service dans une entreprise.